# Фланн мак Аэдо
Фланн мак Аэдо (др.‑ирл. Flann mac Áedo; погиб в 714) — правитель малого брегского королевства Фир Хул Брег (до 714 года) из рода Сил Аэдо Слане.

## Биография
Фланн был сыном короля Аэда мак Длутайга, правившего малым королевством Фир Хул Брег. Он был членом Сил Длутайг, одного из брегских септов. Возможно, после смерти отца, скончавшегося в 701 году, Фланн получил власть над его владениями.
Во время своего правления Фланн мак Аэдо враждовал с королями Миде из рода Кланн Холмайн, а также участвовал в брегских междоусобицах, поддерживая правителей Наута (Северной Бреги) из рода Уи Хонайнг против королей Лагора (Южной Бреги) из рода Уи Хернайг.
В 711 году брат Фланна мак Аэдо, Ку Раи, погиб в сражении при Слиаб Фуайте (Фьюс в графстве Арма), воюя против верховного короля Ирландии Фергала мак Маэл Дуйна из рода Кенел Эогайн. Вместе с Ку Раи на поле боя пал и его союзник, правитель небольшого королевства Уи Мейт Тнутах мак Мохлоингейс. В 712 году во время междоусобной войны Фланн одержал победу, а затем убил короля Лагора Мане мак Нейлла.
В 714 году Фланн мак Аэдо вступил в вооружённый конфликт с правителем Миде Мурхадом Миди. В произошедшем при Биле Тенеде (около Мойналти) сражении войско Фир Хул Брег потерпело поражение. В начале битвы успех сопутствовал брегцам (в схватке пали два брата короля Мурхада), но после гибели короля Фланна его воины обратились в бегство. Таким образом Мурхад Миди отомстил за смерть своего отца Диармайта Диана, убитого в 689 году Аэдом мак Длутайгом, отцом короля Фланна. Битва при Биле Тенеде — один из эпизодов долговременной борьбы правителей Кланн Холмайн и Сил Аэдо Слане за гегемонию над землями Южных Уи Нейллов, начало которой относится к 600 году.
Неизвестно точно, кто унаследовал после гибели Фланна мак Аэдо власть над Фир Хул Брег: или его брат Гормгал, погибший в 718 году в сражении, или его сын Дунгал мак Флайнн, в 743 году павший в битве с королём Бреги Индрехтахом мак Дунгалайгом и упоминающийся в ирландских анналах с королевским титулом.